# 托爾金書信集
《托爾金書信集》（英語：The Letters of J.R.R. Tolkien）是作家J·R·R·托爾金的書信選集，1981年時由漢弗萊·卡彭特在克里斯多夫·托爾金幫助下整理出版。包含了J·R·R·托爾金從1914年10月一直到1973年8月29日間所寫的354封信，寫信的對象包括妻子伊迪絲、四名子女、朋友、出版商、書迷、評論家等。